# Asian Champions Trophy
Die Asian Champions Trophy ist ein Hockeyturnier für asiatische Nationalmannschaften, das seit 2010 von der Asian Hockey Federation ausgerichtet wird. Das Turnier umfasst die sechs asiatischen Topteams der Asienspiele und wird als Rundenturnier ausgetragen. Pakistan und Indien sind bei den Herren die erfolgreichsten Mannschaften mit jeweils drei Titeln. Bei den Damen konnte Südkorea mit drei Siegen am häufigsten den Wettkampf gewinnen.

## Übersicht

### Männer
| 2011 | Ordos, China        | Indien            | 0–0 Penaltyschießen (4–2) | Pakistan | Malaysia | 1–0       | Japan    |
| 2012 | Doha, Katar         | Pakistan          | 5–4                       | Indien   | Malaysia | 3–1       | China    |
| 2013 | Kakamigahara, Japan | Pakistan          | 3–1                       | Japan    | Malaysia | 3–0       | China    |
| 2016 | Kuantan, Malaysia   | Indien            | 3–2                       | Pakistan | Malaysia | 1–1 (3–1) | Südkorea |
| 2018 | Maskat, Oman        | Pakistan & Indien | Spiel abgesagt            |          | Malaysia | 2–2 (3–2) | Japan    |
| 2021 | Dhaka, Bangladesch  | Südkorea          | 3–3 (4–2)                 | Japan    | Indien   | 4–3       | Pakistan |

Abschneiden der Mannschaften
| Team     | Titel                | Zweiter        | Dritter                          | Vierter        |
| -------- | -------------------- | -------------- | -------------------------------- | -------------- |
| Pakistan | 3 (2012, 2013, 2018) | 2 (2011, 2016) |                                  | 1 (2021)       |
| Indien   | 3 (2011, 2016, 2018) | 1 (2012)       | 1 (2021)                         |                |
| Südkorea | 1 (2021)             |                |                                  | 1 (2016)       |
| Japan    |                      | 2 (2013, 2021) |                                  | 2 (2011, 2018) |
| Malaysia |                      |                | 5 (2011, 2012, 2013, 2016, 2018) |                |
| China    |                      |                |                                  | 2 (2012, 2013) |

### Damen
| 2010 | Busan, Südkorea     | Südkorea | 2–1 | Japan    | Indien   | 2–1 | China    |
| 2011 | Ordos, China        | Südkorea | 5–3 | China    | Japan    | 3–2 | Indien   |
| 2013 | Kakamigahara, Japan | Japan    | 1–0 | Indien   | Malaysia | 3–1 | China    |
| 2016 | Singapur            | Indien   | 2–1 | China    | Japan    | 2–1 | Südkorea |
| 2018 | Donghae, Südkorea   | Südkorea | 1–0 | Indien   | China    | 2–0 | Malaysia |
| 2021 | Donghae, Südkorea   | Japan    | 2–1 | Südkorea | China    | 6–0 | Thailand |

Abschneiden der Mannschaften
| Team     | Titel                | Zweiter        | Dritter        | Vierter        |
| -------- | -------------------- | -------------- | -------------- | -------------- |
| Südkorea | 3 (2010, 2011, 2018) | 1 (2021)       |                | 1 (2016)       |
| Japan    | 2 (2013, 2021)       | 1 (2010)       | 2 (2011, 2016) |                |
| Indien   | 1 (2016)             | 2 (2013, 2018) | 1 (2010)       | 1 (2011)       |
| China    |                      | 2 (2011, 2016) | 2 (2018, 2021) | 2 (2010, 2013) |
| Malaysia |                      |                | 1 (2013)       | 1 (2018)       |
| Thailand |                      |                |                | 1 (2021)       |